# دریاچه کینکونی
دریاچه کینکونی (به لاتین: Lake Kinkony) یک دریاچه در ماداگاسکار است که در ماهاجانگا (استان) واقع شده‌است.